# Band of Brothers (album)
 (avril 2017).
Si vous disposez d'ouvrages ou d'articles de référence ou si vous connaissez des sites web de qualité traitant du thème abordé ici, merci de compléter l'article en donnant les références utiles à sa vérifiabilité et en les liant à la section « Notes et références ».
Albums de Hellyeah
Stampede
(2010) Blood for Blood
(2014)
Singles
1. War in Me
Sortie : 3 avril 2012
2. Band of Brothers
Sortie : 8 mai 2012
3. Drink Drank Drunk
Sortie : 25 septembre 2012

Band of Brothers est le troisième album du supergroupe de heavy metal américain Hellyeah, sorti en juillet 2012 sous le label Eleven Seven Music (en).
C'est le dernier album du groupe à présenter, simultanément, le guitariste Greg Tribbett et le bassiste Bob Zilla (en).

## Liste des titres
Toutes les chansons sont écrites et composées par Hellyeah.
| 1.    | War in Me               | 3:35 |
| 2.    | Band of Brothers        | 4:45 |
| 3.    | Rage/Burn               | 4:40 |
| 4.    | Drink Drank Drunk       | 3:56 |
| 5.    | Bigger God              | 4:39 |
| 6.    | Between You and Nowhere | 4:16 |
| 7.    | Call It Like I See It   | 4:00 |
| 8.    | Why Does It Always      | 3:20 |
| 9.    | WM Free                 | 5:02 |
| 10.   | Dig Myself a Hole       | 3:15 |
| 11.   | What It Takes to Be Me  | 3:29 |
| 44:57 |                         |      |

| Titre bonus - Édition japonaise | Titre bonus - Édition japonaise     | Titre bonus - Édition japonaise | Titre bonus - Édition japonaise | Titre bonus - Édition japonaise | Titre bonus - Édition japonaise | Titre bonus - Édition japonaise | Titre bonus - Édition japonaise | Titre bonus - Édition japonaise | Titre bonus - Édition japonaise |
| No                              | Titre                               | Durée                           |                                 |                                 |                                 |                                 |                                 |                                 |                                 |
| ------------------------------- | ----------------------------------- | ------------------------------- | ------------------------------- | ------------------------------- | ------------------------------- | ------------------------------- | ------------------------------- | ------------------------------- | ------------------------------- |
| 12.                             | High N Dry (Reprise de Def Leppard) | 3:26                            |                                 |                                 |                                 |                                 |                                 |                                 |                                 |
| 48:23                           |                                     |                                 |                                 |                                 |                                 |                                 |                                 |                                 |                                 |

## Crédits

### Membres du groupe
- Chad Gray : chant
- Greg « Tribbs » Tribbett : guitare
- Vinnie Paul : batterie
- Bob Zilla : basse
- Tom « Tomcat » Maxwell : guitare
- Joe Cotela : chœurs (additionnel)

### Équipes technique et production
- Production : Hellyeah, Vinnie Paul
- Mastering : Paul Logus
- Mixage, ingénierie : Jeremy Parker
- Direction artistique, design – K3N Adams